# 2010-es Formula–1 bahreini nagydíj
A bahreini nagydíj volt a 2010-es Formula–1 világbajnokság első futama, amelyet 2010. március 12. és március 14. között rendeztek meg a bahreini Bahrain International Circuiten, Szahírban.
Ez évre a pályát egy különös szakasszal toldották meg, ezt csak ebben az évben használták. Az új szakasz a 4-estől a 15-ös kanyarig tart, tíz kanyarral toldva meg a pályát.

## Szabadedzések

### Első szabadedzés
A bahreini nagydíj első szabadedzését március 12-én, pénteken délelőtt tartották.
| Helyezés | Versenyző          | Csapat/Motor         | Elért idő  | Különbség | Futott kör |
| -------- | ------------------ | -------------------- | ---------- | --------- | ---------- |
| 1        | Adrian Sutil       | Force India-Mercedes | 1:56,583   | −         | 18         |
| 2        | Fernando Alonso    | Ferrari              | 1:56,766   | + 0,183   | 18         |
| 3        | Robert Kubica      | Renault              | 1:57,041   | + 0,458   | 19         |
| 4        | Felipe Massa       | Ferrari              | 1:57,055   | + 0,472   | 19         |
| 5        | Jenson Button      | McLaren-Mercedes     | 1:57,068   | + 0,485   | 19         |
| 6        | Lewis Hamilton     | McLaren-Mercedes     | 1:57,163   | + 0,580   | 19         |
| 7        | Vitantonio Liuzzi  | Force India-Mercedes | 1:57,194   | + 0,611   | 19         |
| 8        | Nico Rosberg       | Mercedes             | 1:57,199   | + 0,616   | 15         |
| 9        | Mark Webber        | Red Bull-Renault     | 1:57,255   | + 0,672   | 17         |
| 10       | Michael Schumacher | Mercedes             | 1:57,662   | + 1,079   | 16         |
| 11       | Jaime Alguersuari  | Toro Rosso-Ferrari   | 1:57,722   | + 1,139   | 18         |
| 12       | Nico Hülkenberg    | Williams-Cosworth    | 1:57,894   | + 1,311   | 20         |
| 13       | Sebastian Vettel   | Red Bull-Renault     | 1:57,943   | + 1,360   | 17         |
| 14       | Sébastien Buemi    | Toro Rosso-Ferrari   | 1:58,399   | + 1,816   | 13         |
| 15       | Rubens Barrichello | Williams-Cosworth    | 1:58,782   | + 2,199   | 11         |
| 16       | Vitalij Petrov     | Renault              | 1:58,880   | + 2,297   | 13         |
| 17       | Pedro de la Rosa   | Sauber-Ferrari       | 2:00,250   | + 3,667   | 18         |
| 18       | Kobajasi Kamui     | Sauber-Ferrari       | 2:01,388   | + 4,805   | 11         |
| 19       | Timo Glock         | Virgin-Cosworth      | 2:03,680   | + 7,097   | 8          |
| 20       | Heikki Kovalainen  | Lotus-Cosworth       | 2:03,848   | + 7,265   | 21         |
| 21       | Jarno Trulli       | Lotus-Cosworth       | 2:03,970   | + 7,387   | 15         |
| 22       | Lucas di Grassi    | Virgin-Cosworth      | idő nélkül |           | 2          |
| 23       | Bruno Senna        | HRT-Cosworth         | idő nélkül |           | 3          |
| 24       | Karun Chandhok     | HRT-Cosworth         | idő nélkül |           | 0          |

### Második szabadedzés
A bahreini nagydíj második szabadedzését március 12-én, pénteken délután tartották.
| Helyezés | Versenyző          | Csapat/Motor         | Elért idő  | Különbség | Futott kör |
| -------- | ------------------ | -------------------- | ---------- | --------- | ---------- |
| 1        | Nico Rosberg       | Mercedes             | 1:55,409   | −         | 23         |
| 2        | Lewis Hamilton     | McLaren-Mercedes     | 1:55,854   | + 0,445   | 22         |
| 3        | Michael Schumacher | Mercedes             | 1:55,903   | + 0,494   | 23         |
| 4        | Jenson Button      | McLaren-Mercedes     | 1:56,076   | + 0,667   | 28         |
| 5        | Sebastian Vettel   | Red Bull-Renault     | 1:56,459   | + 1,050   | 18         |
| 6        | Nico Hülkenberg    | Williams-Cosworth    | 1:56,501   | + 1,092   | 26         |
| 7        | Felipe Massa       | Ferrari              | 1:56,555   | + 1,146   | 30         |
| 8        | Vitalij Petrov     | Renault              | 1:56,750   | + 1,341   | 26         |
| 9        | Fernando Alonso    | Ferrari              | 1:57,140   | + 1,731   | 25         |
| 10       | Pedro de la Rosa   | Sauber-Ferrari       | 1:57,255   | + 1,846   | 24         |
| 11       | Kobajasi Kamui     | Sauber-Ferrari       | 1:57,352   | + 1,943   | 27         |
| 12       | Adrian Sutil       | Force India-Mercedes | 1:57,361   | + 1,952   | 29         |
| 13       | Rubens Barrichello | Williams-Cosworth    | 1:57,452   | + 2,043   | 21         |
| 14       | Vitantonio Liuzzi  | Force India-Mercedes | 1:57,833   | + 2,424   | 29         |
| 15       | Robert Kubica      | Renault              | 1:58,155   | + 2,746   | 29         |
| 16       | Jaime Alguersuari  | Toro Rosso-Ferrari   | 1:59,799   | + 4,390   | 31         |
| 17       | Mark Webber        | Red Bull-Renault     | 2:00,444   | + 5,035   | 12         |
| 18       | Heikki Kovalainen  | Lotus-Cosworth       | 2:00,873   | + 5,464   | 23         |
| 19       | Jarno Trulli       | Lotus-Cosworth       | 2:00,990   | + 5,581   | 14         |
| 20       | Timo Glock         | Virgin-Cosworth      | 2:02,037   | + 6,628   | 3          |
| 21       | Lucas di Grassi    | Virgin-Cosworth      | 2:02,188   | + 6,779   | 21         |
| 22       | Bruno Senna        | HRT-Cosworth         | 2:06,968   | + 11,559  | 17         |
| 23       | Sébastien Buemi    | Toro Rosso-Ferrari   | idő nélkül |           | 1          |
| 24       | Karun Chandhok     | HRT-Cosworth         | idő nélkül |           | 0          |

### Harmadik szabadedzés
A bahreini nagydíj harmadik szabadedzését március 13-án, szombaton délelőtt tartották.
| Helyezés | Versenyző          | Csapat/Motor         | Elért idő  | Különbség | Futott kör |
| -------- | ------------------ | -------------------- | ---------- | --------- | ---------- |
| 1        | Fernando Alonso    | Ferrari              | 1:54,099   | −         | 14         |
| 2        | Nico Rosberg       | Mercedes             | 1:54,368   | + 0,269   | 13         |
| 3        | Mark Webber        | Red Bull-Renault     | 1:54,500   | + 0,401   | 15         |
| 4        | Michael Schumacher | Mercedes             | 1:54,533   | + 0,434   | 13         |
| 5        | Sebastian Vettel   | Red Bull-Renault     | 1:54,646   | + 0,547   | 16         |
| 6        | Felipe Massa       | Ferrari              | 1:54,739   | + 0,640   | 14         |
| 7        | Jenson Button      | McLaren-Mercedes     | 1:55,000   | + 0,901   | 14         |
| 8        | Robert Kubica      | Renault              | 1:55,331   | + 1,232   | 15         |
| 9        | Vitantonio Liuzzi  | Force India-Mercedes | 1:55,432   | + 1,333   | 11         |
| 10       | Nico Hülkenberg    | Williams-Cosworth    | 1:55,461   | + 1,362   | 13         |
| 11       | Adrian Sutil       | Force India-Mercedes | 1:55,521   | + 1,422   | 13         |
| 12       | Lewis Hamilton     | McLaren-Mercedes     | 1:55,860   | + 1,761   | 8          |
| 13       | Pedro de la Rosa   | Sauber-Ferrari       | 1:56,063   | + 1,964   | 14         |
| 14       | Rubens Barrichello | Williams-Cosworth    | 1:56,259   | + 2,160   | 15         |
| 15       | Sébastien Buemi    | Toro Rosso-Ferrari   | 1:56,295   | + 2,196   | 17         |
| 16       | Jaime Alguersuari  | Toro Rosso-Ferrari   | 1:56,504   | + 2,405   | 16         |
| 17       | Kobajasi Kamui     | Sauber-Ferrari       | 1:56,530   | + 2,431   | 14         |
| 18       | Vitalij Petrov     | Renault              | 1:56,811   | + 2,712   | 16         |
| 19       | Timo Glock         | Virgin-Cosworth      | 1:59,173   | + 5,074   | 10         |
| 20       | Heikki Kovalainen  | Lotus-Cosworth       | 1:59,789   | + 5,690   | 15         |
| 21       | Jarno Trulli       | Lotus-Cosworth       | 2:01,259   | + 7,160   | 5          |
| 22       | Bruno Senna        | HRT-Cosworth         | 2:04,001   | + 9,902   | 11         |
| 23       | Lucas di Grassi    | Virgin-Cosworth      | idő nélkül |           | 2          |
| 24       | Karun Chandhok     | HRT-Cosworth         | idő nélkül |           | 0          |

## Időmérő edzés
A bahreini nagydíj időmérő edzését március 13-án, szombaton, közép-európai idő szerint 12:00 és 13:00 között futották.

### Az edzés végeredménye
| Helyezés | Versenyző          | Csapat/Motor         | 1. rész  | 2. rész  | 3. rész  |
| -------- | ------------------ | -------------------- | -------- | -------- | -------- |
| 1        | Sebastian Vettel   | Red Bull-Renault     | 1:55.029 | 1:53.883 | 1:54.101 |
| 2        | Felipe Massa       | Ferrari              | 1:55.313 | 1:54.331 | 1:54.242 |
| 3        | Fernando Alonso    | Ferrari              | 1:54.612 | 1:54.172 | 1:54.608 |
| 4        | Lewis Hamilton     | McLaren-Mercedes     | 1:55.341 | 1:54.707 | 1:55.217 |
| 5        | Nico Rosberg       | Mercedes             | 1:55.463 | 1:54.682 | 1:55.241 |
| 6        | Mark Webber        | Red Bull-Renault     | 1:55.298 | 1:54.318 | 1:55.284 |
| 7        | Michael Schumacher | Mercedes             | 1:55.593 | 1:55.105 | 1:55.524 |
| 8        | Jenson Button      | McLaren-Mercedes     | 1:55.715 | 1:55.168 | 1:55.672 |
| 9        | Robert Kubica      | Renault              | 1:55.511 | 1:54.963 | 1:55.885 |
| 10       | Adrian Sutil       | Force India-Mercedes | 1:55.213 | 1:54.996 | 1:56.309 |
| 11       | Rubens Barrichello | Williams-Cosworth    | 1:55.969 | 1:55.330 |          |
| 12       | Vitantonio Liuzzi  | Force India-Mercedes | 1:55.628 | 1:55.653 |          |
| 13       | Nico Hülkenberg    | Williams-Cosworth    | 1:56.375 | 1:55.857 |          |
| 14       | Pedro de la Rosa   | Sauber-Ferrari       | 1:56.428 | 1:56.237 |          |
| 15       | Sébastien Buemi    | Toro Rosso-Ferrari   | 1:56.189 | 1:56.265 |          |
| 16       | Kobajasi Kamui     | Sauber-Ferrari       | 1:56.541 | 1:56.270 |          |
| 17       | Vitalij Petrov     | Renault              | 1:56.167 | 1:56.619 |          |
| 18       | Jaime Alguersuari  | Toro Rosso-Ferrari   | 1:57.071 |          |          |
| 19       | Timo Glock         | Virgin-Cosworth      | 1:59.728 |          |          |
| 20       | Jarno Trulli       | Lotus-Cosworth       | 1:59.852 |          |          |
| 21       | Heikki Kovalainen  | Lotus-Cosworth       | 2:00.313 |          |          |
| 22       | Lucas di Grassi    | Virgin-Cosworth      | 2:00.587 |          |          |
| 23[1]    | Bruno Senna        | HRT-Cosworth         | 2:03.240 |          |          |
| 24[1]    | Karun Chandhok     | HRT-Cosworth         | 2:04.904 |          |          |

Megjegyzés:
- ↑ 1:  — Bruno Senna és Karun Chandhok a bokszutcából rajtolt.

## Futam
A bahreini nagydíj futama március 14-én, vasárnap, közép-európai idő szerint 13:00-kor rajtolt. A rajt után a második kanyarban Mark Webber autója elkezdett erőteljesen füstölni, ami miatt a Force India német versenyzője, Adrian Sutil meglökte a Renault lengyel pilótáját, Robert Kubicát. Mindketten megpördültek, a középmezőnyből visszaestek a hátsó részbe, de folytatni tudták a futamot. A 2. körben a Hispania csapat indiai versenyzője, Karun Chandhok megcsúszott, és összetörte az autóját. Az alakulat másik pilótája, Bruno Senna a verseny felénél kényszerült kiállni, motorhiba miatt. A pole pozícióból indult Sebastian Vettel a táv kétharmadáig vezetett, ám a Renault-motor meghibásodása miatt lelassult, és a 34. kör végén az addig mögötte autózó Fernando Alonso megelőzte, akit a célegyenes után csapattársa, Felipe Massa követett. A Ferrari kettős győzelmet aratott. A 38. körben a McLarenes Lewis Hamilton is elment a küszködő német mellett. Vettel végül a negyedik helyen fejezte be a versenyt. Az új csapatok közül a Virgin mindkét versenyzője kiesett. Lucas di Grassi a 3., míg Timo Glock a 17. körben állt ki, mindketten motorhiba miatt. A Sauber sem tudta befejezni a versenyt, a háromévnyi kihagyás után visszatérő Pedro de la Rosa a 30. körben, csapattársa, Kobajasi Kamui pedig a 12. körben kényszerült feladni a versenyt. A Formula–1 első orosz versenyzője, Vitalij Petrov a boxkiállásakor esett ki, mert a jobb első felfüggesztés lengőkarja a kerékvetők túlzott használata miatt eltört. A negyedik Vettelt Nico Rosberg, Michael Schumacher, Jenson Button, Mark Webber, Vitantonio Liuzzi és Rubens Barrichello követte. Jarno Trulli ugyan nem fejezte be a versenyt, de célbaérkezőnek számított, mert csak három körös hátrányban volt, ahogyan Sebastien Buemi is.
| Helyezés | Rajtszám | Versenyző          | Csapat/Motor         | Futott kör | Idő/Kiesés oka | Rajthely  | Pont |
| -------- | -------- | ------------------ | -------------------- | ---------- | -------------- | --------- | ---- |
| 1        | 8        | Fernando Alonso    | Ferrari              | 49         | 1h39:20,396    | 3         | 25   |
| 2        | 7        | Felipe Massa       | Ferrari              | 49         | + 16,099       | 2         | 18   |
| 3        | 2        | Lewis Hamilton     | McLaren-Mercedes     | 49         | + 23,182       | 4         | 15   |
| 4        | 5        | Sebastian Vettel   | Red Bull-Renault     | 49         | + 38,799       | 1         | 12   |
| 5        | 4        | Nico Rosberg       | Mercedes             | 49         | + 40,213       | 5         | 10   |
| 6        | 3        | Michael Schumacher | Mercedes             | 49         | + 44,163       | 7         | 8    |
| 7        | 1        | Jenson Button      | McLaren-Mercedes     | 49         | + 45,280       | 8         | 6    |
| 8        | 6        | Mark Webber        | Red Bull-Renault     | 49         | + 46,360       | 6         | 4    |
| 9        | 15       | Vitantonio Liuzzi  | Force India-Mercedes | 49         | + 53,008       | 12        | 2    |
| 10       | 9        | Rubens Barrichello | Williams-Cosworth    | 49         | + 62,489       | 11        | 1    |
| 11       | 11       | Robert Kubica      | Renault              | 49         | + 69,093       | 9         |      |
| 12       | 14       | Adrian Sutil       | Force India-Mercedes | 49         | + 82,958       | 10        |      |
| 13       | 17       | Jaime Alguersuari  | Toro Rosso-Ferrari   | 49         | + 92,656       | 18        |      |
| 14       | 10       | Nico Hülkenberg    | Williams-Cosworth    | 48         | + 1 kör        | 13        |      |
| 15       | 19       | Heikki Kovalainen  | Lotus-Cosworth       | 47         | + 2 kör        | 21        |      |
| 16[1]    | 16       | Sébastien Buemi    | Toro Rosso-Ferrari   | 46         | erőforrás      | 15        |      |
| 17[1]    | 18       | Jarno Trulli       | Lotus-Cosworth       | 46         | hidraulika     | 20        |      |
| ki       | 22       | Pedro de la Rosa   | Sauber-Ferrari       | 28         | sebességváltó  | 14        |      |
| ki       | 21       | Bruno Senna        | HRT-Cosworth         | 17         | erőforrás      | bokszutca |      |
| ki       | 24       | Timo Glock         | Virgin-Cosworth      | 16         | sebességváltó  | 19        |      |
| ki       | 12       | Vitalij Petrov     | Renault              | 13         | felfüggesztés  | 17        |      |
| ki       | 23       | Kobajasi Kamui     | Sauber-Ferrari       | 11         | hidraulika     | 16        |      |
| ki       | 25       | Lucas di Grassi    | Virgin-Cosworth      | 2          | hidraulika     | 22        |      |
| ki       | 20       | Karun Chandhok     | HRT-Cosworth         | 1          | baleset        | bokszutca |      |

Megjegyzés:
- ↑ 1:  — Sébastien Buemi és Jarno Trulli nem fejezték be a futamot, de helyezésüket értékelték, mivel teljesítették a versenytáv több, mint 90%-át.

## A világbajnokság állása a verseny után
| H   | Versenyzők         | Pont | H   | Konstruktőrök        | Pont |
| --- | ------------------ | ---- | --- | -------------------- | ---- |
| 1.  | Fernando Alonso    | 25   | 1.  | Ferrari              | 43   |
| 2.  | Felipe Massa       | 18   | 2.  | McLaren-Mercedes     | 21   |
| 3.  | Lewis Hamilton     | 15   | 3.  | Mercedes             | 18   |
| 4.  | Sebastian Vettel   | 12   | 4.  | Red Bull-Renault     | 16   |
| 5.  | Nico Rosberg       | 10   | 5.  | Force India-Mercedes | 2    |
| 6.  | Michael Schumacher | 8    | 6.  | Williams-Cosworth    | 1    |
| 7.  | Jenson Button      | 6    | 7.  | Renault              | 0    |
| 8.  | Mark Webber        | 4    | 8.  | Toro Rosso-Ferrari   | 0    |
| 9.  | Vitantonio Liuzzi  | 2    | 9.  | Lotus-Cosworth       | 0    |
| 10. | Rubens Barrichello | 1    | 10. | Sauber-Ferrari       | 0    |

(A teljes táblázat)

## Statisztikák
Vezető helyen:
- Sebastian Vettel : 33 (1-33)
- Fernando Alonso : 16 (34-49)

Fernando Alonso 22. győzelme, 14. leggyorsabb köre, Sebastian Vettel 6. pole pozíciója.
- Ferrari 211. győzelme.
- Fernando Alonso 22. győzelmét szerezte meg. Ezzel felért az örökranglista 10. helyére. Ezen a poszton a verseny utáni állás szerint Damon Hill-lel osztozott.